# Hu Yadong
Hu Yadong (en chino: 胡亞東; 3 de octubre de 1968) es una deportista china que compitió en remo.
Participó en los Juegos Olímpicos de Seúl 1988, obteniendo dos medallas, plata en cuatro con timonel y bronce en ocho con timonel. Ganó dos medallas en el Campeonato Mundial de Remo de 1989.

## Palmarés internacional
| Juegos Olímpicos   | Juegos Olímpicos     | Juegos Olímpicos  | Juegos Olímpicos   |
| Año                | Lugar                | Medalla           | Prueba             |
| ------------------ | -------------------- | ----------------- | ------------------ |
| 1988               | Seúl (Corea del Sur) | Medalla de plata  | Cuatro con timonel |
| 1988               | Seúl (Corea del Sur) | Medalla de bronce | Ocho con timonel   |
| Campeonato Mundial |                      |                   |                    |
| Año                | Lugar                | Medalla           | Prueba             |
| 1989               | Bled (Yugoslavia)    | Medalla de plata  | Cuatro sin timonel |
| 1989               | Bled (Yugoslavia)    | Medalla de bronce | Ocho con timonel   |